# Spilling
Der Spilling (Prunus domestica subsp. pomariorum), auch Spille, Spilke, Katharinenpflaume oder Spenling (Österreich) genannt, ist eine Unterart der Pflaume (Prunus domestica). Er steht der Hafer-Pflaume nahe. Besonders in Südeuropa wird der Spilling als Obst angebaut und verwildert auch.

## Merkmale
Der Spilling wächst im Vergleich zu anderen Pflaumensorten mittelstark und bildet eine lichte Krone aus dünnen Ästen und Zweigen. Im Gegensatz zur Hafer-Pflaume sind die Zweige unbedornt. Die Blüten sind etwas grünlich-weiß. Die Steinfrucht ist 2 bis 3,5 Zentimeter lang, gelb, rot oder blau gefärbt, länglich, doppelspitzig, sehr weichfleischig und frühreif. Der Steinkern ist 45 bis 50 % so dick wie lang, sehr abgeflacht, doppelspitzig und weist eine leichte Krümmung auf. Er löst sich vom Fruchtfleisch, seine Rückenfurche besitzt nur schmal ausgebildete Kammstriche. Das Fruchtfleisch schmeckt süß, mirabellenartig, der Zuckergehalt kann bis 19 % betragen.

## Sorten

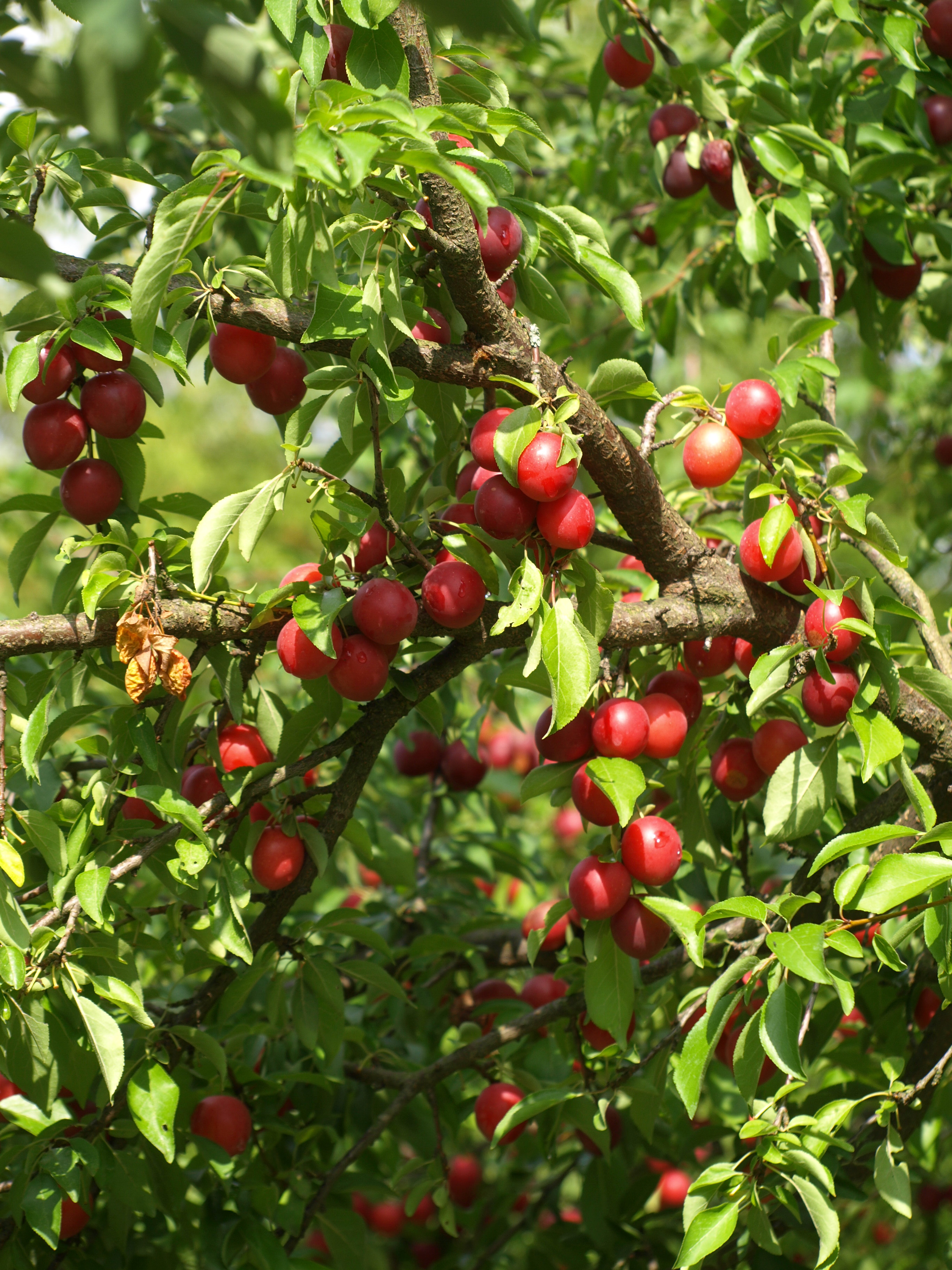
Gelbrote Spillinge am Baum

Man kann folgende Sorten unterscheiden:
- katalonischer Spilling[5]
- gemeiner gelber Spilling[6]
- blauer Spilling[7]
- gelber Spilling[8]
- gelbroter Spilling[9]

## Verwendung
Der Spilling wird als Obst verzehrt oder zu Kompott und Marmelade verarbeitet. Um 1900 wurde der Spilling in Deutschland noch allgemein auf den Märkten gehandelt. Vor allem in Nord- und Ostdeutschland existieren noch Bäume.

## Systematik
- Der Spilling wurde auch als Convarietät der Kriechen-Pflaume (Prunus domestica subsp. insititia) angesehen, convar. pomariorum (Boutigny) Dostál.[10]